# TJ Bohumín
TJ Bohumín (pełna nazwa Tělovýchovná jednota Bohumín) – czeski klub piłkarski z siedzibą w mieście Bogumin. grający niegdyś w drugiej lidze czechosłowackiej i drugiej lidze czeskiej, działający w latach 1931–2006.

## Historia
Klub został założony w 1931 roku. Za czasów istnienia Czechosłowacji największym sukcesem klubu była gra w drugiej lidze czechosłowackiej. Grał w niej w latach 1972-1974 i 1976-1983. Po rozpadzie Czechosłowacji grał w drugiej lidze czeskiej. W sezonie 1994/1995 spadł do Moravskoslezskej fotbalovej ligi. W 2006 roku został rozwiązany.

## Historyczne nazwy
- 1931 – AFK Bohumín (Atletický a fotbalový klub Bohumín)
- 1948 – Baník BŽGK Bohumín (Baník Bohumínské železárny Gustava Klimenta Bohumín)
- 1958 – ŽD Bohumín (Železárny a drátovny Bohumín)
- 1973 – TJ ŽD Bohumín (Tělovýchovná jednota Železárny a drátovny Bohumín) – fuzja z ŽD Pudlov
- 1994 – FC Bohumín (Football Club Bohumín)
- 1994 – FC Dipol Bohumín (Football Club Dipol Bohumín)
- 1994 – FC Coring Bohumín (Football Club Coring Bohumín)
- 1995 – TJ ŽD Bohumín (Tělovýchovná jednota Železárny a drátovny Bohumín)
- 2005 – TJ Bohumín (Tělovýchovná jednota Bohumín)